# Národní řád Beninu
Národní řád Beninu (francouzsky Ordre National du Bénin) je nejvyšší státní vyznamenání republiky Benin založené v roce 1960. Řád je udílen prezidentem republiky, který je zároveň velmistrem řádu. Vyznamenání je udíleno za zásluhy pro stát jak občanům Beninu, tak cizincům.

## Historie
Národní řád Dahomey (francouzsky: Ordre national du Dahomey) byl založen zákonem № 60-26 dne 21. července 1960 poté, co země získala nezávislost. Nahrazoval tak  francouzské koloniální vyznamenání Řád Černé hvězdy. Měl sloužit k ocenění občanů Dahomey za vynikající služby civilní i vojenské povahy ve prospěch národa. Řád mohl být udělen i cizím státním příslušníkům.
V roce 1986 byl stát Dahomey přejmenován na Beninskou lidovou republiku. Na základě této skutečnosti byl dne 26. února 1986 zákonem № 86-010 řád reformován a zároveň přejmenován na Národní řád Beninu. Došlo i ke změně vzhledu insignií v souladu s nově přijatými úpravami státních symbolů Beninské lidové republiky.
V roce 1990 v Beninu došlo ke změně politické situace a byly také zavedeny nové státní symboly. Dle toho byl pozměněn i vzhled řádových insignií. Další významnější změna v organizaci řádu byla provedena zákonem № 94-029 ze dne 3. června 1996.

## Pravidla udílení
Velmistrem řádu je úřadující prezident Beninu, který po převzetí funkce prezidenta získává řád ve třídě velkokříže a během svého funkčního období může nosit i řádový řetěz. Organizační záležitosti jsou spravovány Velkým kancléřstvím národních řádů, kterému předsedá Velký kancléř. Nominace na udělení řádu jsou posuzovány Radou řádu a poté předloženy velmistru ke schválení. Osobami, které mohou předkládat návrhy na ocenění, jsou prezident republiky, předseda národního shromáždění, předseda Ústavního soudu, předseda Nejvyššího soudu, předseda Vysokého úřadu pro audiovizuální oblast a komunikaci, předseda Nejvyššího soudního dvora a předseda Hospodářské a sociální rady. Velký kancléř Národního řádu Beninu také spravuje další tři sekundární záslužné řády, které vznikly na základě zákonů № 87-018, 019 a 020 ze dne 21. září 1987. Jsou jimi Řád za zásluhy Beninu, Řád za sociální zásluhy a Řád za zásluhy v zemědělství.
Řád je udílen v nejnižší třídě s možností pozdějšího povýšení. Vyznamenány mohou být osoby po 10 letech civilní nebo vojenské služby a zároveň by měly být starší 30 let s právně neomezenými občanskými právy. Ve výjimečných případech nemusí být tato pravidla respektována.
Zákonem № 94-029 ze dne 3. června 1996 byly stanoveny roční limity na počet udělení řádu v jednotlivých třídách. Každý rok může být uděleno maximálně 50 řádů ve třídě rytíře, 30 ve třídě důstojníka, 20 ve třídě komtura, 6 ve třídě velkodůstojníka a 2 ve třídě rytíře velkokříže. Ve výjimečných případech mohou být tyto limity překročeny. Do tohoto počtu se nezapočítávají vyznamenání, která byla udělena cizím státním příslušníkům.
Ve výjimečných případech může být řád udělen i posmrtně. V případě nevhodného chování oceněné osoby může být vyznamenání opětovně odebráno.

## Insignie

### 1960–1986
Řádový odznak byl inspirován vzhledem Řádu čestné legie, ale nebyl tak zdobný. Mezi černě smaltovanými cípy pěticípé hvězdy bylo vždy umístěno sedm zlatých nebo stříbrných paprsků. V řádu rytíře byl řád stříbrný, ve vyšších třídách pak pozlacený. Uprostřed hvězdy byl zlatý středový medailon s vyobrazením státního znaku republiky Dahomey (člun plující po vlnách, nad ním jsou dvě zkřížené motyky a luk s nataženou tětivou a vloženým šípem). Státní znak byl obklopený vavřínovým věncem. Zadní strana byla hladká bez smaltu. Uprostřed byl zlatý středový medailon s nápisem uprostřed FRATERNITE • JUSTICE • TRAVAIL. Na okraji medailonu bylo vepsáno REPUBLIQUE DU DAHOMEY v horní části a 1960 ve spodní části. Ke stuze byl připevněn jednoduchým kroužkem. Insignie byly stejné jak pro civilisty tak pro vojáky.
Stuha řádu z hedvábného moaré byla tmavě červené (granátové) barvy. Ve středu byl červený pruh široký 2 mm, obklopený z obou stran pruhem žluté a zelené barvy, každý o šířce 1 mm. Stuha byla v případě velkokříže široká 101 mm, u ostatních tříd 37 mm.

### 1986–1990
Řádový odznak byl inspirován vzhledem Řádu čestné legie, ale nebyl tak zdobný. Mezi červeně smaltovanými cípy pěticípé hvězdy bylo vždy umístěno sedm zlatých nebo stříbrných paprsků. V řádu rytíře byl odznak stříbrný, ve vyšších třídách pak pozlacený. Uprostřed hvězdy byl zlatý středový medailon s vyobrazením státního znaku Beninské lidové republiky. Rubová strana byla hladká bez smaltu, uprostřed byl zlatý středový medailon s nápisem REPUBLIQUE POPULAIRE DU BENIN. Ke stuze byl připevněn jednoduchým kroužkem.
Stuha řádu z hedvábného moaré byla tmavě červené (granátové) barvy. Ve středu byl zelený pruh široký 5 mm. Stuha byla v případě velkokříže široká 101 mm, u ostatních tříd 37 mm.

### Od 1991
Řádový odznak je inspirován vzhledem Řádu čestné legie, ale není tak zdobný. Mezi světle zeleně smaltovanými cípy pěticípé hvězdy je vždy umístěno sedm zlatých nebo stříbrných paprsků. V řádu rytíře je řád stříbrný, ve vyšších třídách pak pozlacený. Uprostřed hvězdy je zlatý středový medailon s vyobrazením starého státního znaku republiky Dahomey (člun plující po vlnách, nad ním jsou dvě zkřížené motyky a luk s nataženou tětivou a vloženým šípem). Na okraji medailonu ve spodní části je rozvíjející se stuha s nápisem FRATERNITE • JUSTICE • TRAVAIL a v horní části nápis REPUBLIQUE DU BENIN. Zadní strana je hladká, uprostřed je zlatý středový medailon se zeleno-červeno-žlutě smaltovaným trojúhelníkovým heraldickým štítem, který je obklopený zeleně smaltovaným vavřínovým věncem. Ke stuze je připevněn jednoduchým kroužkem. Velikost rytířských a důstojnických odznaků je 45 mm, velikost odznaků komtura a velkodůstojníka je 60 mm a velikost odznaku velkokříže je 70 mm.
Řádová hvězda se vzhledem podobá řádovému odznaku, ale paprsky v rozích jsou stříbrné s diamantovým řezem. Průměr hvězdy je 90 mm.
Stuha řádu z hedvábného moaré je tmavě červené (granátové) barvy. Ve středu je červený pruh široký 2 mm, obklopený z obou stran pruhem žluté a zelené barvy, každý o šířce 1 mm. Stuha je v případě velkokříže široká 101 mm, u ostatních tříd 37 mm.

## Třídy
Řád je udílen v pěti třídách:
- rytíř velkokříže – Řádový odznak se nosí na široké stuze spadající z pravého ramene na levý bok. Řádová hvězda se nosí nalevo na hrudi.
- velkodůstojník – Řádový odznak se nosí na stuze s rozetou na levé straně hrudi. Řádová hvězda se nosí napravo na hrudi.
- komtur – Řádový odznak se nosí na stuze uvázané těsně kolem krku. Řádová hvězda k této třídě již nenáleží.
- důstojník – Řádový odznak se nosí zavěšený na stuze s rozetou na levé straně hrudi.
- rytíř – Řádový odznak se nosí zavěšený na stuze bez rozety na levé straně hrudi.

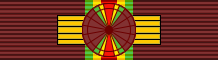
velkokříž
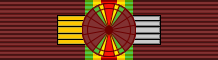
velkodůstojník
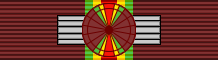
komtur
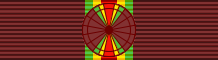
důstojník
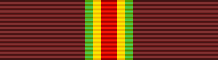
rytíř